# Myrcia subobliqua
Myrcia subobliqua är en myrtenväxtart som först beskrevs av Otto Karl Berg, och fick sitt nu gällande namn av Franz Josef Niedenzu. Myrcia subobliqua ingår i släktet Myrcia och familjen myrtenväxter. Inga underarter finns listade i Catalogue of Life.